# Cynanchum racemosum
Cynanchum racemosum là một loài thực vật có hoa trong họ La bố ma. Loài này được (Jacq.) Jacq. mô tả khoa học đầu tiên năm 1763.